# Coripe
Coripe es un municipio y localidad de España en la provincia de Sevilla, comunidad autónoma de Andalucía. En 2016 contaba con 1337 habitantes. Su extensión superficial es de 52 km² y tiene una densidad de 28,29 hab/km². Se encuentra situada a una altitud de 325 metros y a 77 kilómetros de la capital de provincia, Sevilla.

## Geografía

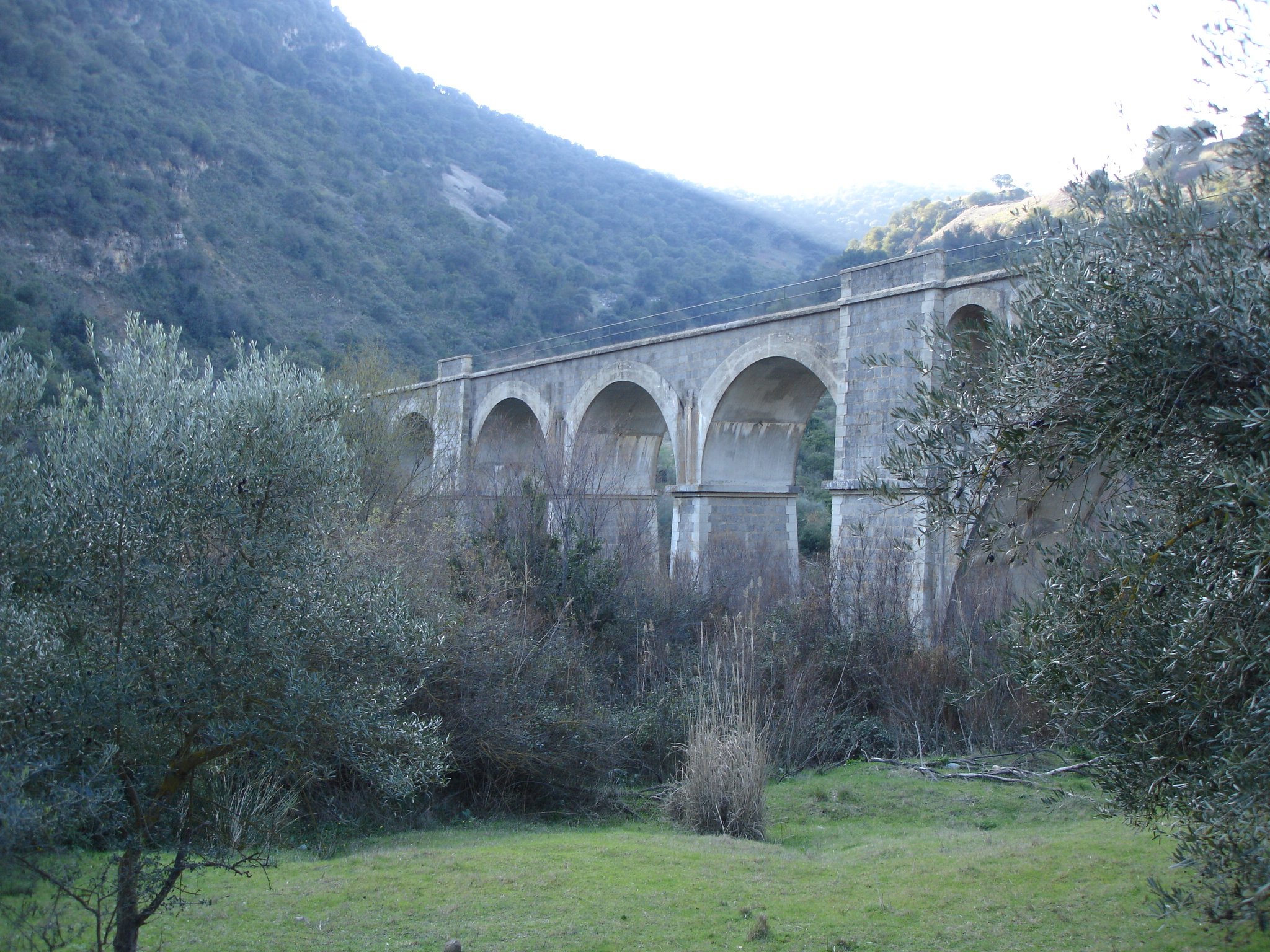
Viaducto sobre el Río Guadalporcún junto a la Estación de Coripe.

En plena Sierra de Algodonales, cerca de la confluencia del Arroyo Guadalporcún con el río Guadalete, donde estuvo su asentamiento primitivo y de donde proviene el nombre de Coripe a partir del latín corrivium, que significa 'confluencia de arroyos'. Se encuentra en el límite de las provincias de Sevilla y Cádiz al sudeste de la provincia de Sevilla, a 77 kilómetros de la capital. El término municipal tiene una extensión de 52 km cuadrados y una altitud de 325 metros sobre el nivel del mar.

## Naturaleza

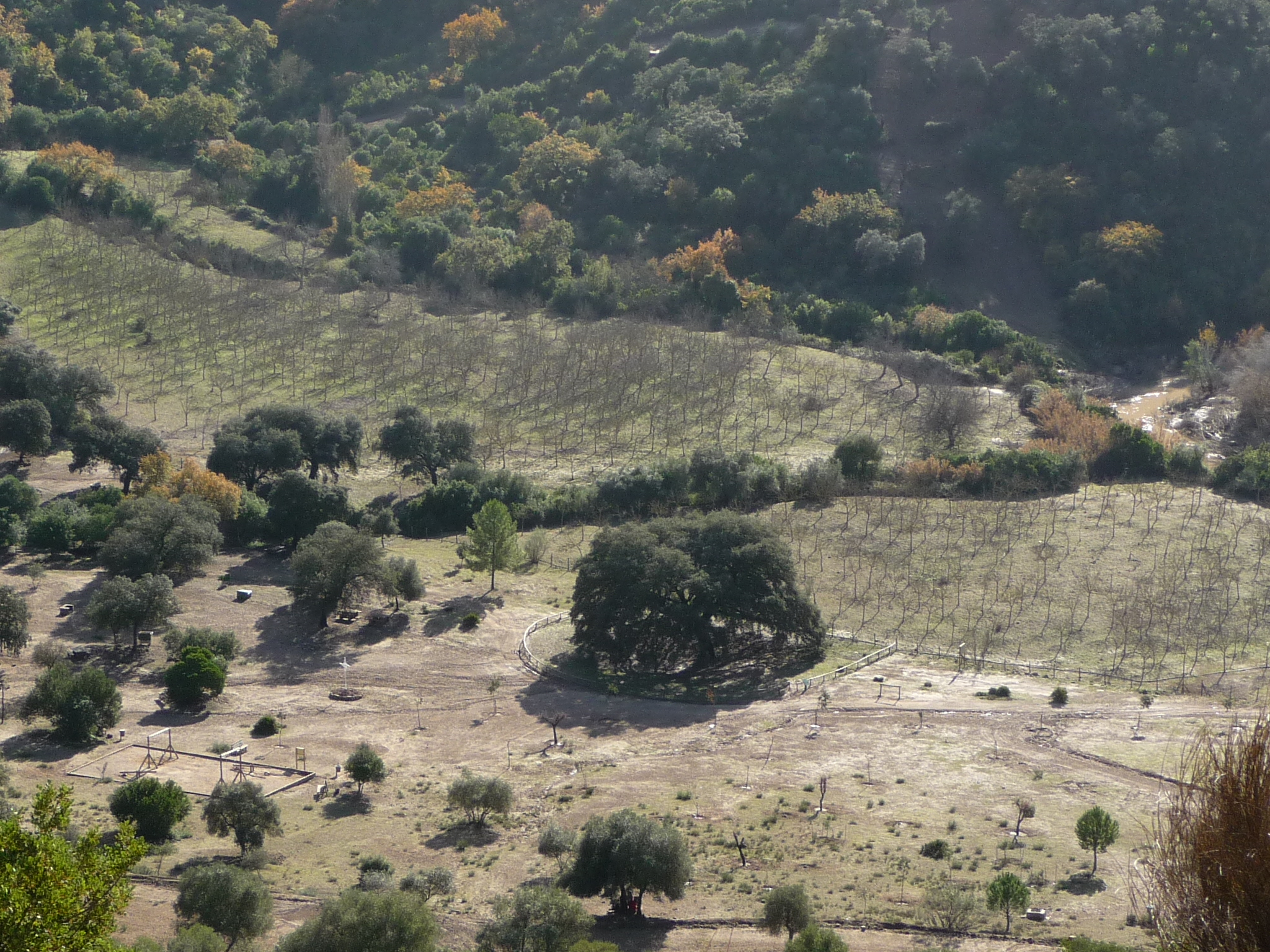
Chaparro de la Vega.

Parte del término municipal de Coripe forma parte de la Vía Verde de la Sierra de Cádiz. En concreto, la estación de Coripe.
También destaca el monumento natural del Chaparro de la Vega, el cual fue declarado monumento natural por la Junta de Andalucía el 23 de noviembre de 2001.

## Historia
Coripe es un pueblo de 1337 habitantes. Está situado en la Sierra Sur de la provincia de Sevilla (Piedemonte Subbético) y forma parte de un paisaje natural de gran belleza y entreteje diversos episodios históricos muy relevantes.
Arropado entre olivares de montaña y bosques naturales, ha sido testigo de numerosos acontecimientos históricos muy significativos a lo largo del tiempo. El lugar donde se ubica presenta una abundante variedad arbórea y arbustiva fruto de un suficiente abastecimiento de agua que la regula. Esto, junto con su agradable clima templado mediterráneo proporciona un ecosistema único propicio que ha dado lugar desde tiempos muy remotos a infinidad de asentamientos humanos que datan desde el Paleolítico inferior.
La diversidad de hallazgos prehistóricos es muy notable en todo su entorno.
Casi todos corresponden desde el Paleolítico inferior hasta la Edad de los Metales. Entre ellos se encuentran varios utensilios de caza, como hachas de piedra, y trozos de vasijas de barro, así como algunos restos humanos encontrados bajo monolitos y cercanos a lugares donde hay agua. Estos asentamientos también indican que podía haber abundante caza dentro de una fauna muy variada.
Pero Coripe no siempre ha estado situado en el lugar en que ahora data, sino junto a la confluencia de los ríos Guadalete y Guadalporcún, lugar llamado en latín corrivium ('junta de ríos'), de donde procede el nombre de Coripe. Tanto los vecinos de este lugar como de Jerre y de Navalahiguera compartían en el siglo XVII un mismo lugar de culto en la ermita de San Pedro situada en el cortijo del mismo nombre situado a unos 3 km del Coripe actual. El asentamiento de Navalahiguera, a unos dos km de su ubicación actual, se remonta al siglo VI a. C. Este asentamiento supuso la construcción de numerosas viviendas (sólo se conservan escasos cimientos hoy cubiertos por tierra de labor) y posterior permanencia durante varios siglos, creando una cultura urbana y una agricultura evolucionada basada principalmente, en el cultivo de la vid. Tenían su propio alfabeto (herencia tartesa) y trabajaban los metales como el oro, plata, cobre y estaño que comerciaban ya que era el propio lugar un punto de confluencia entre comerciantes fenicios y griegos. Estos negociaban sus mercancías con los productos turdetanos, de gran calidad artesanal, creando un desarrollo comercial a través del mediterráneo.
Por los restos de vasijas y contenedores de barro y cerámica hallados se supone que también eran productores en buena cantidad de vinos. La economía turdetana debió de ser bastante próspera ya que se utilizaban monedas de diversos metales y eso hace pensar que también se recaudaban impuestos.
La necrópolis turdetana estaba situada a unos 1.500 metros del complejo urbano, y por  el gran número de restos humanos localizados en diversos puntos de la zona, debió de abarcar una amplia extensión de terreno. Este pueblo sentía un gran respeto por sus difuntos y esto se refleja en los grabados de los trozos de lápidas de mármol encontrados, tanto por el esmero de la talla como por la calidad de la piedra.
Más tarde, la expansión cartaginesa deterioró notablemente la economía y abastecimiento de los turdetanos al quedar éstos sometidos bajo su dominio, controlando también las vías comerciales.
En el siglo III a. C. los romanos acabarían con el dominio cartaginés, ocuparon y organizaron el territorio, desarrollaron de nuevo la agricultura y el comercio, e implantaron su derecho y administración. Se han encontrado restos arqueológicos que confirman estos datos, como algunos trozos de columnas romanas, monedas, vasijas y cerámicas de la época de Trajano y de Claudio I.
Tras la caída del Imperio romano entran en la península ibérica los vándalos y los visigodos. A unos 6 km de Coripe tiene lugar una de las batallas más importantes de la historia de España que supondría el fin del reino visigodo: La Batalla de Guadalete (en el 711). Las fuerzas invasoras musulmanas de Musa ibn Nusayr y el ejército del rey Rodrigo (Roderico, duque de la Bética) establecieron un combate en el que la deserción de parte del ejército visigodo, mandado por los hermanos de Witiza, facilitó el triunfo islámico y su posterior conquista de Hispania. La zona donde tuvo lugar la famosa batalla se encuentra cerca del cruce de los ríos Guadalete y Guadalporcún más conocido como "los Muertos". Allí fueron enterrados los cuerpos de los soldados caídos mientras que los restos del rey fueron trasladados a una villa de Portugal. Se han encontrado numerosas armaduras y complementos de guerra como lanzas y espadas que hoy se encuentran en una propiedad privada del Castillo de las Guardas.
Poco se sabe del antiguo Coripe durante los siglos posteriores pero por alguna razón la población se dispersó y el pueblo quedó sumido en el más solitario abandono. Algunas familias se trasladaron al lugar actual, aunque los motivos de ese traslado se ignoran. Sería hacia los siglos X-XI cuando comenzara otra etapa histórica en un nuevo lugar.
De la época musulmana sólo se conservan algunos restos de los cimientos de una fortaleza árabe en le Sierra de Coripe, pero son muy escasos. Esta fortaleza constituía un punto determinado que emitía y recibía información mediante señales luminosas (casi siempre nocturnas) a otras fortalezas cercanas (castillo de Cote, castillo de Morón, etc.). La estrategia y defensa militar estaban siempre vigentes dado que los árabes carecían de tradición en la organización política, y por lo que posteriormente constituirían numerosos pequeños reinos divididos.
En el año 1248 Fernando III el Santo tomó Sevilla y el valle del Guadalquivir, pero el arte islámico ya formaba parte de la cultura de esta zona quedando vestigios en la provincia de numerosas construcciones.
Coripe fue zona fronteriza entre los reinos cristianos y de Granada. Más tarde formaría parte de Morón de la Frontera. En 1894 consiguió el reconocimiento de villa y se independizó del ayuntamiento de Morón. Y a partir de entonces ya se constituiría como municipio independiente en la provincia de Sevilla.
Fue en el primer cuarto del siglo XX cuando Coripe sería partícipe de un proyecto histórico relevante: el trazado de una vía ferroviaria que comunicaría Almargen con Jerez de la Frontera. Este hecho iba a suponer un gran desarrollo económico para el municipio y saldaría el déficit laboral de sus habitantes. Pero las obras no llegarían a concluir definitivamente y daría lugar a un total abandono del proyecto. Esto seguiría así hasta que el programa de la Vía Verde de la Sierra considerara de utilidad el trazado. Fomentar el turismo rural respetando el medio natural es el principal motivo y surge de este modo una empresa prometedora que amplía los conocimientos culturales y sociales del pequeño municipio y de sus visitantes.
Todo comienza en agosto de 1901, cuando se funda una compañía privada denominada "Sociedad de Estudios del Ferrocarril de Jerez a Villamartín y Setenil". Presidida por el marqués de Bonanza, contaba con 774 inversores que disponiendo de un cuantioso capital ponen en marcha el primer intento de iniciativa comercial e industrial. Esta empresa privada se inclina por la construcción de un trazado ferroviario de ancho normal y fracasa al estar vigente una ley que da prioridad a las vías  estrechas, junto con otros requisitos técnicos y financieros establecidos.
En 1918, el ministro de Fomento Francisco Cambó toma la iniciativa del trazado acogiendo la prioridad de un ancho ferroviario normal por todo el país.
De esta forma, al regir la dictadura del general Miguel Primo de Rivera se aprueba por fin el proyecto del ferrocarril Jerez-Almargen de acuerdo con un plan elaborado por el ministro de Fomento, el conde de Guadalhorce.

El general Mayandía proponía la idea de "una mejor defensa del país y facilidad en los transportes, indispensables para desarrollar toda clase de industria" mediante la construcción de esta línea ferroviaria. Y su propuesta sería llevada a cabo. La estrategia militar y el desarrollo industrial presidirían finalmente el proyecto.

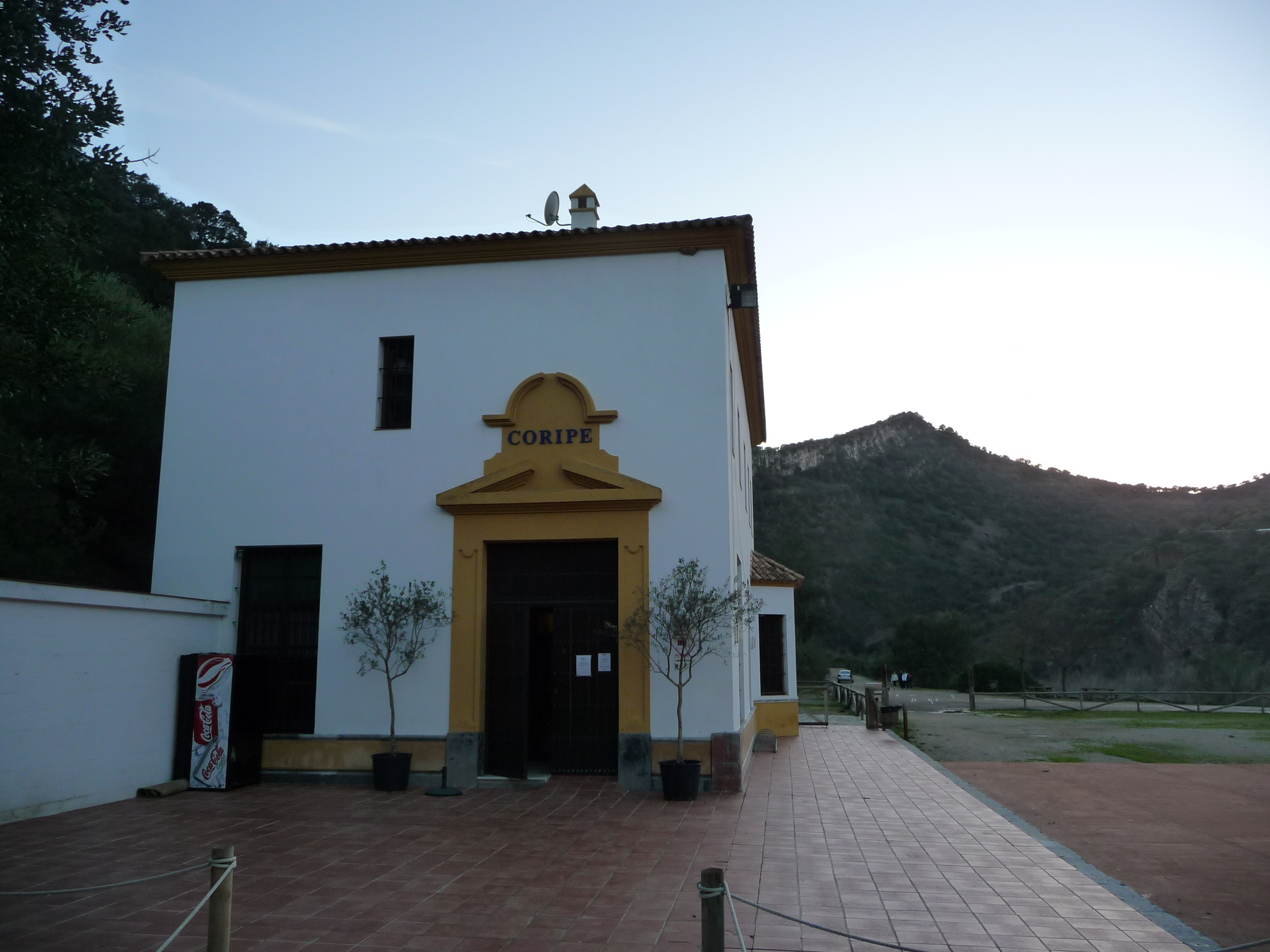
Restaurada estación de Coripe.

El día 9 de enero de 1927 darían inicio las obras del ferrocarril Jerez- Almargen siendo inauguradas por el general Miguel Primo de Rivera y su ministro de obras públicas en la ciudad de Arcos de la Frontera.
En marzo de ese mismo año una Real orden adjudica a la empresa
"Valentín Vallhonrat" las obras de explanación del tramo Arcos-Olvera y las edificaciones del trayecto Jerez-Arcos. Pero sería el Estado el que llevara las riendas de todo el proyecto.
El recorrido habría sido de 129 km, pero solo se explanaron 110. Se construyeron 19 túneles (el de más longitud es el de la Sierra de Coripe, de l.2OO m), varios viaductos, de entre los cuales cuatro se encuentran muy próximos a Coripe, y varias estaciones ferroviarias. Entre los viaductos de más longitud está el de la Sierra de Coripe con 247m. El de mayor altitud, dentro del entorno coripeño, es sin lugar a dudas el viaducto de "Gillete", con unas vistas impresionantes y bellísimas del fascinante paisaje que lo envuelve.
Estos viaductos presentan una estructura con carácter meramente funcional, pero hay que destacar los fuertes pilares que los sostienen y la excelente calidad de sus materiales. Para la construcción, tanto de los túneles como de los puentes, hizo falta abundante mano de obra, que necesariamente tuvo que venir de diversos puntos de España y de Portugal dada la poca población que había en el entorno. Los trabajos eran duros pero bien pagados y aunque se sumaba el riesgo, el sueldo de un obrero era mucho alto que el de un agricultor.
Muchos obreros acabarían estableciéndose en el lugar y creando una familia, por lo que el crecimiento urbano de Coripe aumentó con notoriedad.
Para el transporte de los materiales se utilizaron vagonetas y animales de tiro. La maquinaria en aquella época no era muy numerosa pero dado el ritmo de los trabajos y la urgencia del proyecto se trataron varias del modelo “Marion nº 25”, diseñadas especialmente para trabajos duros en terrenos escarpados.
La intensidad de los trabajos requería la colaboración de muchos obreros, capataces y ayudantes que trabajarían duramente durante varios años. Coripe vivió una época de esplendor económico en comparación a periodos anteriores.
La vida rural se hizo más factible y evolucionó considerablemente el desarrollo económico. Muchos obreros tuvieron la oportunidad de acogerse al régimen del
"Retiro Obrero", creado por entonces, pagando una cuota de 10 céntimos. En la
"Casa Social" (hoy una casa particular) se gestionaban los trámites de los trabajadores, que más tarde pasaría a ser un molino de aceite.

Pero debido a las crecientes desavenencias en la política de la Dictadura y la falta de apoyo de sus propios compañeros de armas, el general Miguel Primo de Rivera presentó su dimisión el 28 de enero de 1930 ante el rey Alfonso XIII. Tras de sí quedaba una España en franca decadencia, y un debilitado sistema monárquico. El posterior exilio del general en Francia y más tarde su muerte supuso el final de la dictadura y el abandono de la monarquía. Esto motivó la paralización de las obras del proyecto ferroviario. Se anunciaba un nuevo régimen político.

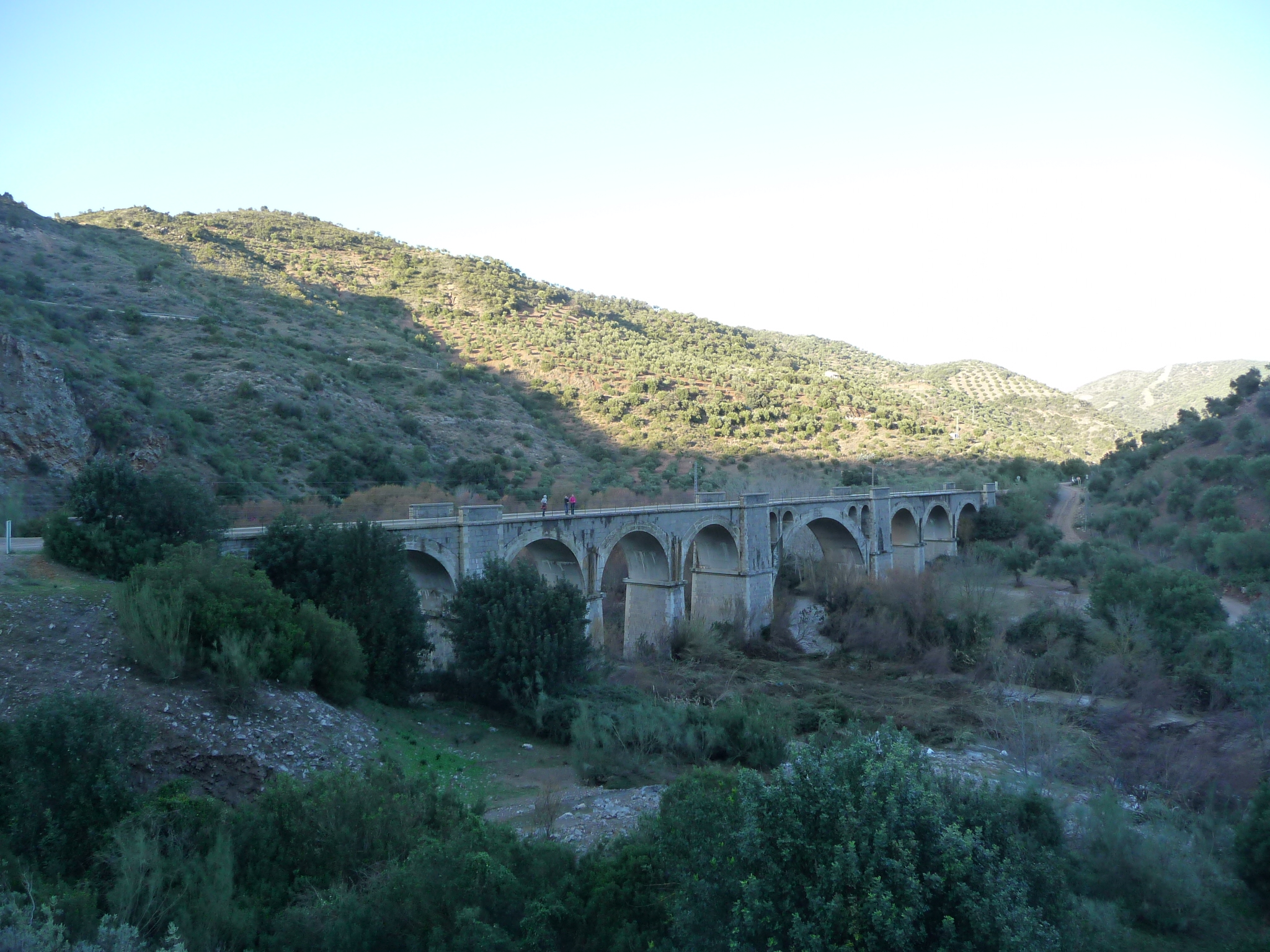
Viaducto de la vía férrea.

Durante la II República se declara esta línea de interés local, y son los pueblos interesados los que tienen que saldar el costo de las obras ferroviarias. Más tarde se hacen rectificaciones (1934) y se reanudan, aunque no por mucho tiempo.
El asesinato de José Calvo Sotelo da lugar al adelantamiento del golpe militar (18 de julio) encabezado por el general Franco, que desencadena en la Guerra Civil Española (1936-39). Las diferencias entre partidarios republicanos originan un sistema político que se diversifica y debilita, y será el precedente de un nuevo régimen franquista. Ante estos hechos quedan paralizadas nuevamente las obras del ferrocarril.
Coripe nunca vería realizado el proyecto ferroviario. Y a través de sus diversos paréntesis quedaría poco a poco silenciado en el olvido.
Durante la Guerra Civil Española el pequeño municipio sufre las consecuencias del trama. Al igual que en otros pueblos, la miseria y el hambre asuelan el lugar y sus habitantes más jóvenes se ven obligados a participar en la guerra. La decadencia de una España sumida en el más irracional de los conflictos se va abriendo paso a paso, dando lugar a una represión posterior que tiene como fin la implantación de una dictadura y el sometimiento de la población.
Fueron unos años muy duros y teñidos de sangre que nunca lograrían borrarse de la memoria de España. La escasez de alimentos junto con la falta de trabajo y el miedo motivarían a muchos españoles a refugiarse en otros países.
Después de la guerra la vida rural se hace muy difícil. La pobreza se acentúa y sólo queda como solución salir del país en busca de trabajo. Comienza la etapa del "emigrante" en la que gran número de personas tienen que abandonar sus hogares para poder subsistir. Coripe padece esta situación y se ve inmerso en un nuevo episodio de descenso de población. La falta de recursos hace que se acelere el nivel de mortandad, sobre todo infantil.
Tuvieron que pasar muchos años para que este pueblecito lograra recuperarse a nivel económico. Los sueldos eran muy bajos y las familias apenas podían paliar sus necesidades.
Gracias a la entrada del turismo en la década de los años 60 España lograría reponerse en el sector económico-social y comenzarían obras de infraestructura y trazados de carreteras que darían empleo a gran parte de la población. Pero sería la iniciativa hostelera la que resolvería el problema laboral de muchos andaluces. Coripe fue uno de esos pueblos que tuvo la oportunidad de rehacer su economía por medio de la hostelería. Muchos vecinos de la localidad emigraban cada verano a diversos puntos de las costas españolas e Islas Baleares. De este modo, la mayoría de los negocios y establecimientos del lugar corresponden al esfuerzo y trabajo de sus dueños fuera de la provincia durante muchos años.
Actualmente, aparte de la hostelería, el campo supone también un medio de subsistencia aunque en menor grado. El olivo de montaña y el cultivo de cereales abarcan casi todo el entorno. También el bosque forestal es en gran medida promotor de empleo rural.
Pero hace algunos años, daría comienzo una labor que transformaría el curso habitual de Coripe dándole un nuevo giro económico y ambiental: el antiguo proyecto ferroviario emergería del olvido para un fin de desarrollo turístico rural. La joven empresa Vía Verde de la Sierra propone la ventajosa ocasión de poder valorar gran parte del trayecto como un paisaje singular que merece la pena visitar respetando siempre las normativas del medio ambiente. Gracias a las obras realizadas para la mejora del trazado, éste puede ser recorrido tanto a pie, como en vehículos sin motor.
La antigua estación de ferrocarril también ha sido reformada como hotel-restaurante para que el visitante pueda disfrutar de alojamiento y comidas. Otra antigua estación ferroviaria, más alejada del pueblo (Estación del Peñón), ha sido reconstruida como Observatorio Ornitológico para el estudio de una gran variedad de aves y pájaros que habitan en el lugar. Allí sobrevive una especie de buitre que hasta hace poco estaba en fase de extinción (buitre leonado) y que hoy se recupera gracias al ser ésta una zona protegida.
Estas reformas se han llevado a cabo con la intención de promover, además del turismo rural, un desarrollo cultural y una mayor conciencia por el respeto de la naturaleza. El trayecto cuenta con un sistema de vigilancia apropiado que se efectúa diariamente no sólo para la conservación del entorno, sino también para el bienestar de los visitantes turísticos.

## Geografía humana

### Demografía
Cuenta con una población de 1198 habitantes (INE 2024).
| Gráfica de evolución demográfica de Coripe entre 1897 y 2021 |
| |
| Población de derecho según los censos de población del INE. Población de hecho según los censos de población del INE.Entre el Censo de 1897 y el anterior, aparece este municipio porque se segrega del municipio 41065 (Morón de la Frontera).- En 1857 se independizó temporalmente de 41065 (Morón de la Frontera). |

| 1,424                     | 1,429 | 1,436 | 1,446 | 1,456 | 1,462 | 1,446 | 1,411 | 1,398 | 1,359 |
| (Fuente: INE [Consultar]) |       |       |       |       |       |       |       |       |       |

### Economía

#### Evolución de la deuda viva municipal
| Gráfica de evolución de Deuda viva del Ayuntamiento de Coripe entre 2008 y 2019                                |
| |
| Deuda viva del Ayuntamiento de Coripe en miles de Euros según datos del Ministerio de Hacienda y Ad. Públicas. |

## Monumentos
La iglesia de San Pedro Apóstol de Coripe es el único templo de la localidad, se define por su estructura moderna, la cual se ha impuesto desde el siglo XIX sobre la pequeña capilla del Sagrario. 
Esta iglesia fue construida en 1859, sobre el solar de otro templo del que sólo se conserva la capilla sacramental. Consta de una sola nave de planta rectangular. Exteriormente presenta una portada de estilo muy sencillo que se sitúa a los pies de la nave.
La nave se sostiene con arcos transversales y la capilla del Sagrario está cubierta por cúpula sobre pechinas de finales del siglo XVIII la cual es lo único que resta de la edificación anterior. La capilla primitiva contiene un retablo pequeño el cual albergaba un Sagrado Corazón que, actualmente, se encuentra en la Casa de Hermandad de la cofradía . Dicho retablo encierra la Virgen de Fátima desde los años 70 en que se trasladó en romería al templo.
La capilla se cubre con bóveda de cañón y cúpula con linterna abriéndose con arco apuntado de estilo gótico.
La única nave de la iglesia tiene en su cabecera un templete con una imagen de San Pedro que ha sustituido a otra antigua de composición sedente. Al lado se halla un Crucificado llamado el Cristo de la Buena Muerte. También se encuentran la Virgen de los Dolores y Nuestro Padre Jesús Nazareno.
La nave, en sus pies, se abre con arquería de tres arcos góticos ojivales recientes. A su derecha, Sagrado Corazón de Jesús y a su izquierda, Nuestra Señora Inmaculada.